# Shorty (cráter)

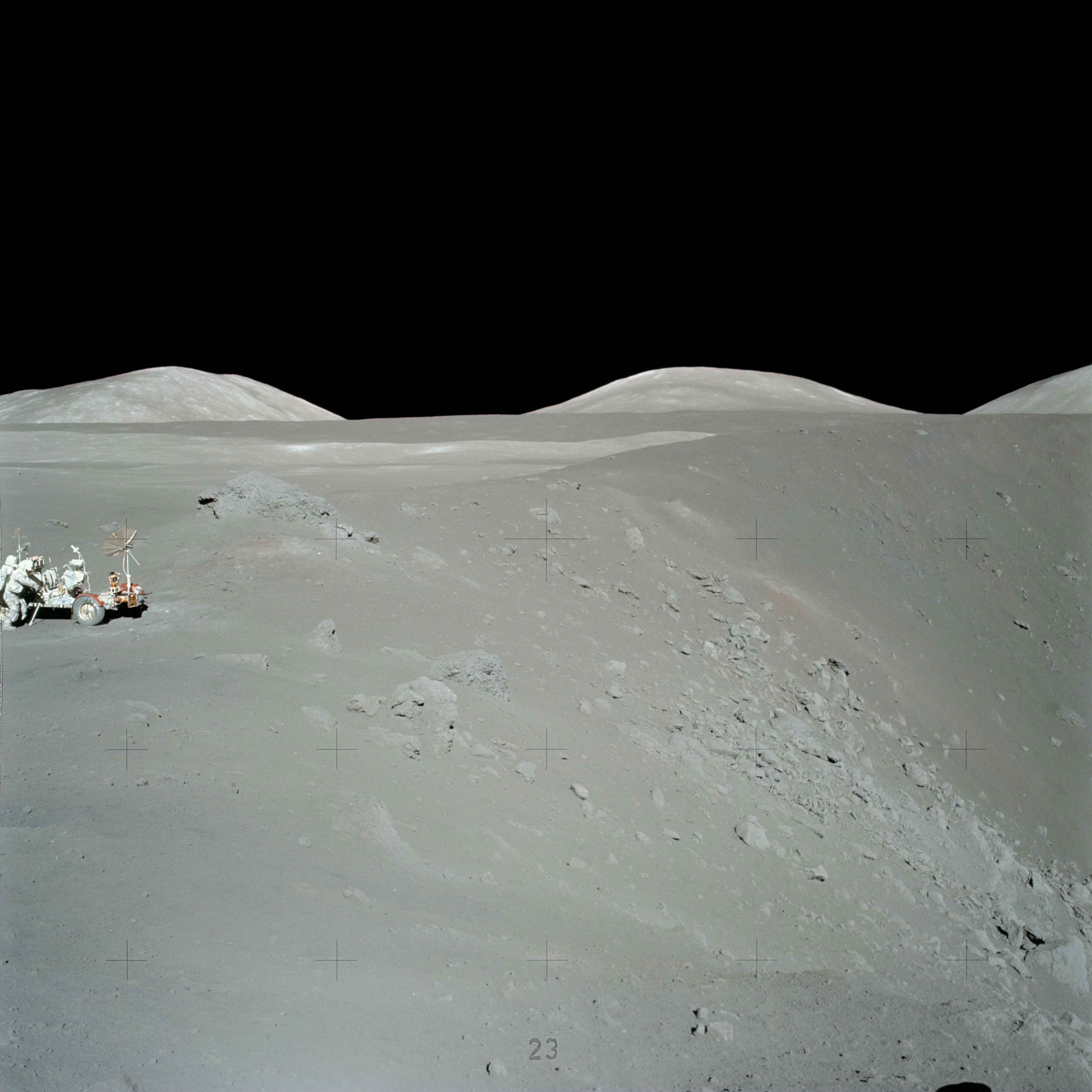
Exploración del Cráter Shorty durante la misión lunar Apolo 17.

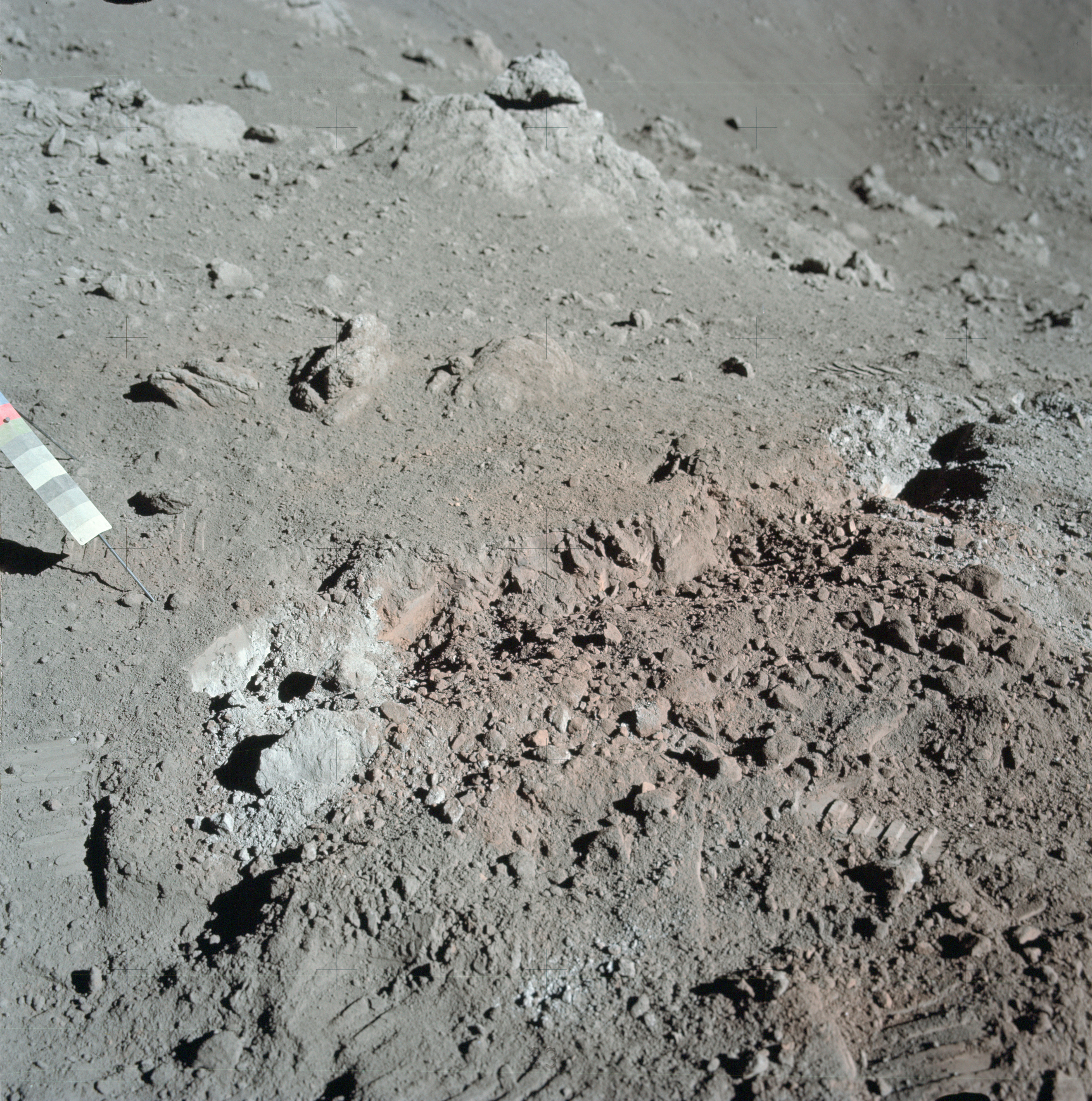
Suelo naranja encontrado durante la misión Apollo 17. Presenta este color debido a la presencia de cristal piroclástico rico en titanio.

El cráter Shorty es un accidente geográfico de la Luna, un cráter situado en el valle de Taurus-Littrow. En 1972, los astronautas de la misión Apollo 17 lo visitaron. Es el lugar dónde se encontró el famoso «suelo naranja». Tiene un tamaño de aproximadamente 110 metros de diámetro y 14 m en su punto más profundo.

El cráter Shorty tiene 14 metros de profundidad. Según nuestras investigaciones en el cráter y más adelante examinando las fotos, el impacto que lo formó penetró, en orden, las siguientes capas: el regolito en el depósito de avalancha, el depósito de avalancha, el regolito presente encima de un flujo de lava basáltica, la capa de esta lava basáltica que cubría y protegía las capas de vidrio naranja y negro, las susodichas capas de vidrio, el regolito presente sobre una segunda capa de lava volcánica y finalmente, la parte superior de esta segunda capa de lava.  Las aglomeraciones de vidrio naranja y negro y los fragmentos de basalto se extienden a lo largo de toda la manta de fragmentos levantada tras el impacto que rodea el cráter Shorty.
Harrison Schmitt, piloto del módulo lunar de la misión Apollo 17, cita del LROC